# Norden for Lov og Ret
Norden for Lov og Ret er en amerikansk stumfilm fra 1922 af Irvin Willat.

## Medvirkende
- Dorothy Dalton som Charlotte Woods
- David Powell som  Ralph Stevens
- Mitchell Lewis som Beauregard
- Ed Brady som Edward Brent
- Will Walling som Gore
- Leigh Wyant som Eleanor Du Bois